# TCD Ouragan
 (février 2017).
Si vous disposez d'ouvrages ou d'articles de référence ou si vous connaissez des sites web de qualité traitant du thème abordé ici, merci de compléter l'article en donnant les références utiles à sa vérifiabilité et en les liant à la section « Notes et références ».
Pour les articles homonymes, voir Ouragan (homonymie).
L’Ouragan, indicatif visuel L9021, est un ancien navire de la Marine française. Sa ville marraine est Clermont-Ferrand. C'est le premier transport de chalands de débarquement (TCD) de la classe Ouragan et fut lancé le 9 novembre 1963 des chantiers de la Direction des constructions navales de Brest, puis admis au service actif le 1er juin 1965.
Il a été remplacé par un des transports de chalands de débarquement de classe Foudre.
Retiré du service en 2007, il a attendu son démantèlement à Toulon, puis a quitté la rade de Brest le 18 août 2016 pour rejoindre Gand, en Belgique, afin d'y être ferraillé par le groupe franco-belge Galloo.

## Histoire

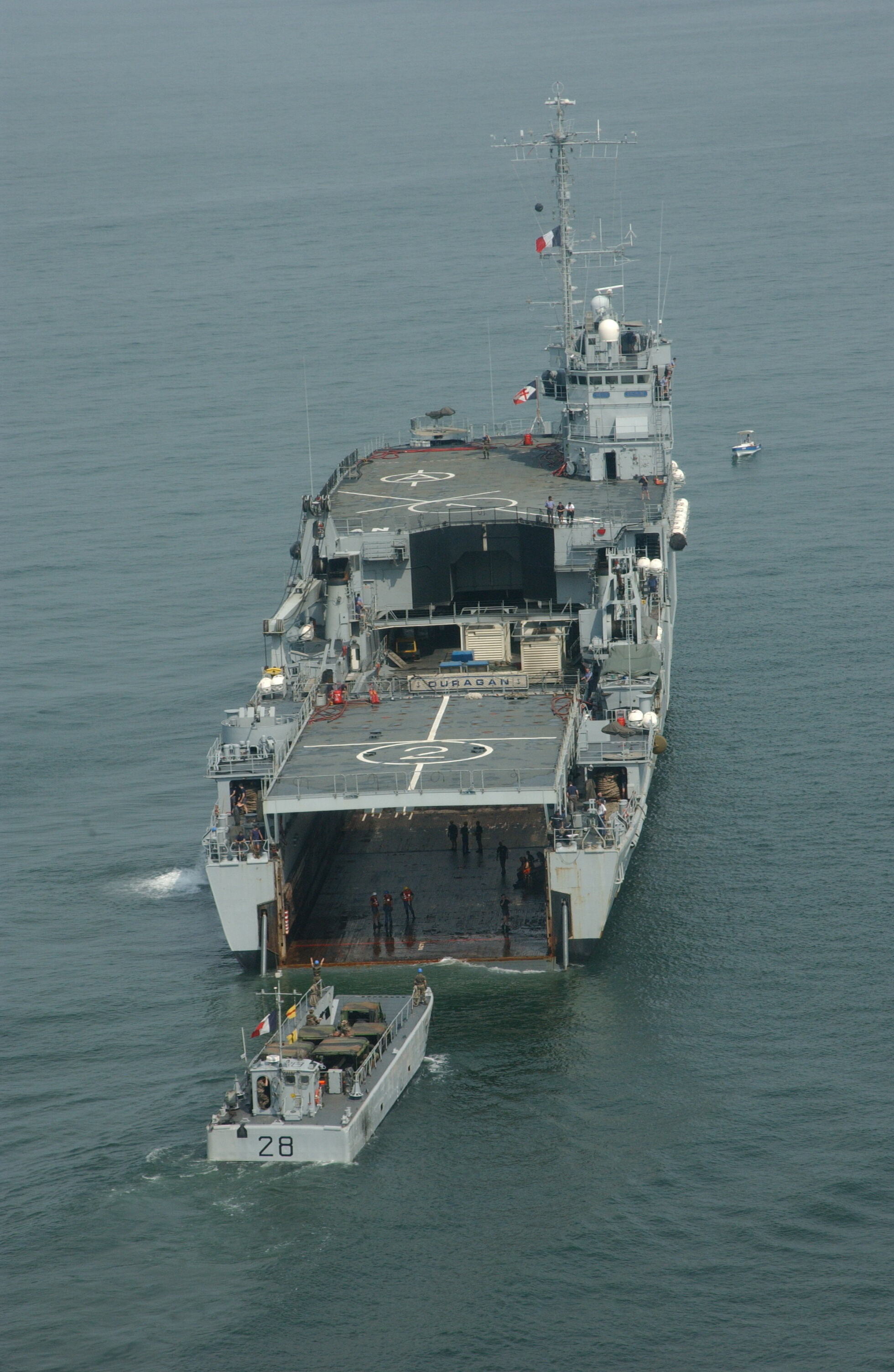
L'Ouragan en 2004.

En 1966, il transporte de Saint-Nazaire à Hao au Centre d’Expérimentation du Pacifique un Mirage IV de la 91e escadre de bombardement de la Force aérienne stratégique qui effectue le 19 juillet le premier largage d'une bombe atomique AN-11 dans le cadre des essais nucléaires français. 
En 1977, l'Ouragan part pour une mission de 5 mois dans l'océan Indien.